# Antoni Błądek
Antoni Błądek (ur. 14 czerwca 1947 w Przyszowie) – polski polityk, poseł na Sejm VI i VII kadencji.

## Życiorys
Z wykształcenia technik mechanik, ukończył technikum zawodowe w Zespole Szkół Zawodowych Huty Stalowa Wola na kierunku budowy maszyn. Zdał egzamin państwowy na członków rad nadzorczych w spółkach Skarbu Państwa. Uzyskał uprawnienia audytora systemów zarządzania w przemyśle motoryzacyjnym i lotniczym.
Był członkiem pierwszej Komisji Zakładowej NSZZ „Solidarność” HSW w latach 1980–1981, a w okresie 1992–2001 członkiem rady nadzorczej Huty Stalowa Wola wybieranym przez pracowników. Był głównym specjalistą do spraw systemów zarządzania w Kuźni Matrycowej.
Od 1998 do 2002 wykonywał mandat radnego powiatu stalowowolskiego z listy Akcji Wyborczej Solidarność. W latach 2006–2007 pełnił ponownie funkcję radnego, a także zajmował stanowisko starosty stalowowolskiego. Był również pełnomocnikiem powiatowym Prawa i Sprawiedliwości, członkiem zarządu regionu i delegatem na kongres krajowy tej partii.
W wyborach parlamentarnych w 2007 z ramienia PiS uzyskał mandat poselski, otrzymując w okręgu rzeszowskim 10 642 głosy. W wyborach w 2011 bez powodzenia ubiegał się o reelekcję (uzyskał 9631 głosów), jednak 5 czerwca 2014 objął mandat w miejsce wybranego do Parlamentu Europejskiego Stanisława Ożoga. W 2015 nie został ponownie wybrany do Sejmu, a w 2018 nie uzyskał mandatu w sejmiku podkarpackim.

## Odznaczenia
W 1998 otrzymał Srebrny Krzyż Zasługi.

## Życie prywatne
Żonaty (żona Jolanta), ma dwoje dzieci.